# Maurice Bouton

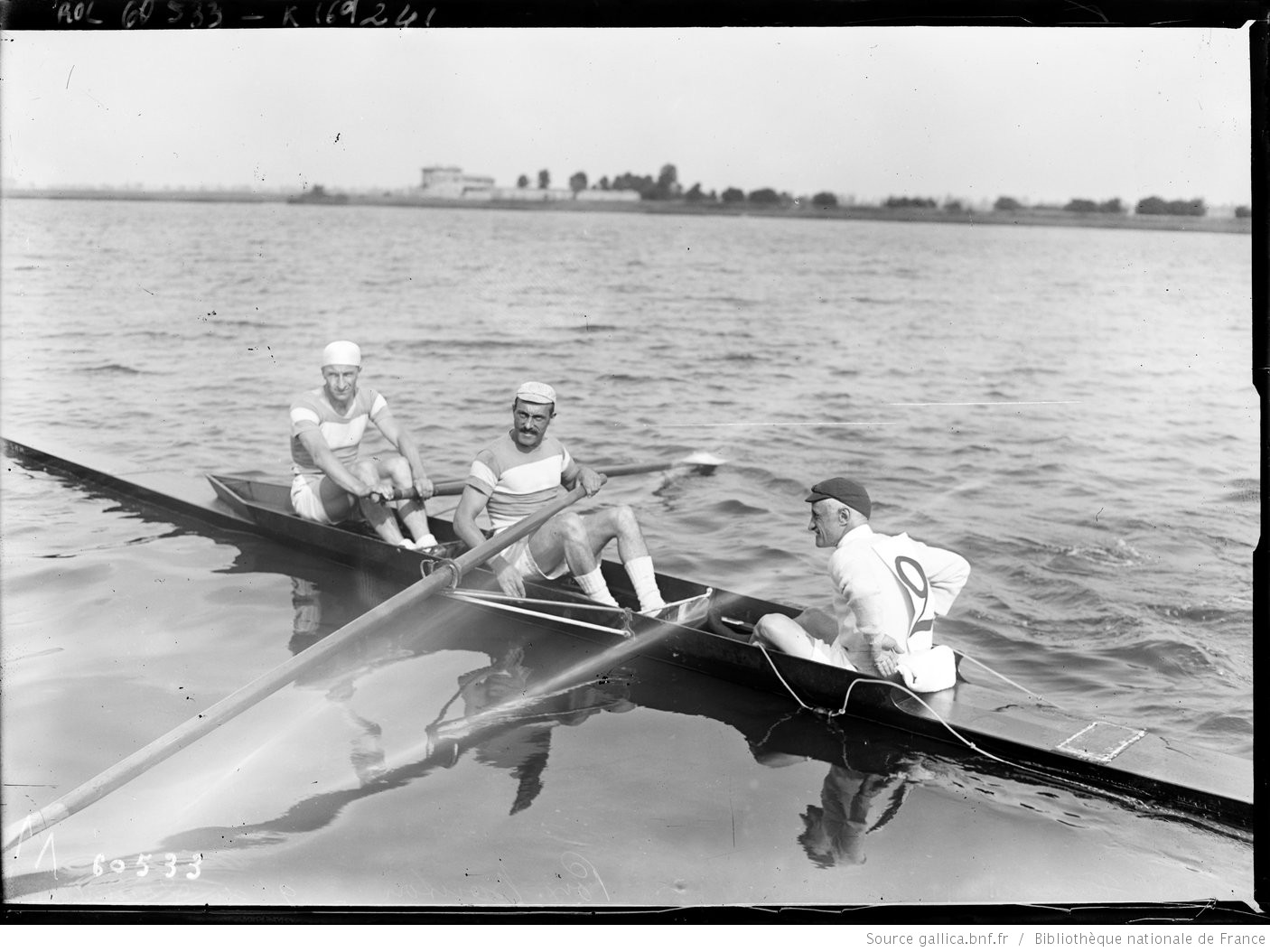
Bouton, Poix und Barberolle bei den Europameisterschaften 1920

Maurice Paul René Monney-Bouton (* 24. Februar 1892 in Paris; † 15. Juni 1965 in Clichy) war ein französischer Ruderer, der zwei olympische Silbermedaillen gewann.

## Sportliche Karriere
Maurice Bouton ruderte für die Societé Nautique de la Marne in Joinville-le-Pont. Bei den Europameisterschaften 1913 in Gent siegte er zusammen mit Gabriel Poix im Zweier mit Steuermann.
1920 starteten Bouton und Poix mit Boutons Schwiegervater Ernest Barberolle als Steuermann bei den Europameisterschaften in Mâcon und gewannen sieben Jahre nach ihrem letzten Titel erneut, dazwischen waren die Europameisterschaften wegen des Ersten Weltkriegs ausgefallen. Zweite in Mâcon waren die Schweizer mit Édouard Candeveau, Alfred Felber und Paul Piaget vor den Belgiern Georges und Oscar Van Den Bossche mit Guillaume Visser.
Zwei Wochen nach den Europameisterschaften fanden in Antwerpen die Ruderwettbewerbe der Olympischen Spiele 1920 statt. Im Zweier ohne Steuermann waren vier Boote am Start: Neben den drei Medaillengewinnern von Mâcon traten noch die Italiener Ercole Olgeni, Giovanni Scatturin und Guido De Filip an, die im Vorlauf die Belgier bezwangen. Italiener, Franzosen und Schweizer ruderten im Finale gegeneinander. Die Italiener siegten mit einer Sekunde Vorsprung vor den Franzosen, die Schweizer lagen knapp dahinter.
Vier Jahre später ruderte Maurice Bouton bei den Olympischen Spielen in Paris zusammen mit Georges Piot im Zweier ohne Steuermann. Die Franzosen hatten im Vorlauf die Briten bezwungen, zum Finale traten nur die Franzosen sowie die Niederländer Teun Beijnen und Willy Rösingh an. Die Niederländer siegten mit etwa zwei Sekunden Vorsprung.